# فرانك كيلي
فرانك كيلي (بالأيرلندية: Frank Kelly) (و. 1938 – 2016 م) هو كاتب سيناريو، وممثل مسرحي، وممثل أفلام، ومغني، وصحفي أيرلندي، توفي في دبلن، عن عمر يناهز 78 عاماً، بسبب نوبة قلبية.

## وصلات خارجية
- فرانك كيلي على موقع IMDb (الإنجليزية)
- فرانك كيلي على موقع ألو سيني (الفرنسية)
- فرانك كيلي على موقع ألو سيني (الفرنسية)
- فرانك كيلي على موقع ميوزك برينز (الإنجليزية)
- فرانك كيلي على موقع أول موفي (الإنجليزية)
- فرانك كيلي على موقع ديسكوغز (الإنجليزية)
- فرانك كيلي على موقع قاعدة بيانات الفيلم (الإنجليزية)
- فرانك كيلي على موقع كينوبويسك (الروسية)